# 弗朗索瓦·邦利厄
弗朗索瓦·邦利厄（法語：François Bonlieu，1937年3月21日—1973年8月18日），法国男子高山滑雪运动员。他曾代表法国参加1956年、1960年和1964年冬季奥林匹克运动会高山滑雪比赛，获得一枚金牌。